# Durarara!!
Durarara!! (デュラララ!!, Dyurarara!!) ou então, abreviado para DRRR!! no Japão, é uma light novel japonesa escrita por Ryōgo Narita e ilustrada por Suzuhito Yasuda. A história é sobre uma Durahan que trabalha como entregadora do submundo em Ikebukuro, uma gangue baseada em uma comunidade anônima da internet chamada Dollars, e o caos que se desenrola em torno das pessoas perigosas e misteriosas de Ikebukuro. A série conta com 13 volumes, publicados pela ASCII Media Works.
Uma adaptação para mangá por Akiyo Satorigi começou a ser publicada na revista Monthly GFantasy em 18 de abril de 2009. A série tem dois jogos para PlayStation Portable, e dois para PlayStation Vita. Uma versão em anime começou a ser exibida no Japão em janeiro de 2010. Em abril de 2014, uma continuação intitulada Durarara!! SH (デュラララ!! SH, em japonês) foi lançada, e se passa dois anos após os eventos da série original.

## Enredo
Mikado Ryūgamine é um jovem que sonha com a vida agitada de cidade grande. Quando convidado por seu amigo de Masaomi Kida, Mikado se transfere para uma escola em Ikebukuro, Tokyo. Masaomi o adverte sobre pessoas perigosas com quem ele não deve se meter: um homem violento vestido de bar-man, um comerciante de informações, e uma misteriosa gangue chamada "Dollars". Para completar, Mikado presencia uma lenda urbana em seu primeiro dia na cidade: o "Motoqueiro Negro", o suposto piloto sem cabeça de uma motocicleta preta. A narrativa segue todos os personagens de maneira equilibrada, mostrando como suas vidas se cruzam, criando um grande enredo de acordo com o que cada personagem sabe sobre um incidente da cidade de Ikebukuro.

## Mídia

### Light Novel
Durarara!! é escrito por Ryohgo Narita e ilustrado por Suzuhito Yasuda. O primeiro volume foi lançada em abril de 2004 pela ASCII Media Works, e o 13º e último volume foi publicado em janeiro de 2014. Uma versão em língua chinesa em Taiwan e Hong Kong é publicada pela Kadokawa Media. A Daewon CI licenciou a versão do idioma coreano da obra na Coreia do Sul. Em julho de 2015, a Yen Press lançou o primeiro volume traduzido para o inglês.

### Mangá
A adaptação do mangá escrito por Ryohgo Narita e ilustrada por Akiyo Satorigi, foi lançado na edição de maio da Square Enix's Monthly GFantasy em abril de 2009 e se tornou uma série regular na edição lançada em julho de 2009. A partir de 12 de dezembro de 2010, três tankōbons foram liberados. O mangá é licenciado na América do Norte pela Yen Press, e lançou o primeiro volume em janeiro de 2013.

### Anime
O anime foi produzido pela Brain's Base e sua primeira temporada foi exibida em 8 de janeiro de 2010 até 25 de junho de 2010. Foi dirigido por Takahiro Omori e escrito por Noboru Takagi. A segunda temporada, intitulada Durarara!! x2 (デュラララ!! x2, em japonês), foi exibida de 10 janeiro de 2015 até 26 de março de 2016 em três partes, subtituladas Shō (承, lit. "entendimento"), Ten (転, lit. "movimento") e Ketsu (結, lit. "conclusão"), respectivamente.

### Web Rádio
Uma Web rádio chamada Durarara!!Radio: Duraradi for Short!! (デュラララ!!ラジオ 略して デュララジ!!, Dyurarara!!Rajio Ryakushite Dyuraraji!!) foi ao ar em 26 de fevereiro de 2010 e encerrada em 25 de março de 2011. Os locutores eram Toshiyuki Toyonaga e Kana Hanazawa, as vozes de Ryūgamine Mikado e Anri Sonohara, respectivamente.

### Jogos
Dois jogos baseados na série foram lançados no Japão, os dois são visual novels para PlayStation Portable. O primeiro, intitulado Durarara!! 3way standoff (デュラララ!! 3way standoff), foi lançado em 22 de setembro de 2010, e o segundo, intitulado Durarara!! 3way standoff -alley- (デュラララ!! 3way standoff -alley-), em 25 de agosto de 2011. Como parte do décimo aniversário da série, um novo jogo intitulado Durarara!! 3way standoff -alley- V (デュラララ!! 3way standoff -alley- V) foi anunciado, sendo lançado em 19 de junho de 2014 para PlayStation Vita. Em janeiro do ano seguinte, outro jogo para PlayStation Vita foi lançado, intitulado Durarara!! Relay (デュラララ!! Relay).

## Desenvolvimento
Apesar de muitos afirmarem que o título "Durarara" é uma Onomatopeia de um motor acelerando, Ryohgo Narita especifica, no primeiro volume da light novel, que o nome não significa absolutamente nada. Enquanto estava terminando os desenhos de seu livro, o editor de Narita o liga e pergunta pelo título da obra. Como Narita ainda não tinha pensado em nada, ele apenas responde com um nome aleatório "Du...Durarara?". Após ouvir isso, o editor o responde com um comentário positivo, dizendo que gosta de títulos ambíguos.

## Recepção
De acordo com a Oricon, o nono volume de Durarara!! ficou em primeiro lugar no número de vendas de bunkobon da semana de 7 a 13 de fevereiro de 2011.